# Fregate razreda Burevestnik
Razred Burevestnik (rusko Проект 11356Р Буревестник, Projekt 11356R Burevestnik – viharnik) je razred fregat Ruske vojne mornarice. So univerzalne vojne ladje, ki lahko opravljajo različne vrste nalog in dopolnjujejo fregate razreda Admiral Gorškov.

## Zgodovina
Razred je konstruiral Severni projektno-konstruktorski biro iz Sankt Peterburga. Zaradi počasne izdelave fregat razreda Admiral Gorškov in nujnosti novih ladij za posodobitev Črnomorske flote, se je Ruska vojna mornarica odločila za nakup šestih fregat zgrajenih na podlagi preverjenega razreda Talvar, ki bi bile zgrajene v kaliningrajski ladjedelnici Jantar. Prve tri ladje moderniziranega razreda Talvar, razreda Burevestnik, so bile v letih 2016 in 2017 predane v uporabo in opremljene s pogonskim sklopom ukrajinskega podjetja Zorja-Mašprojekt. Izvoz pogonskega sklopa za nadaljnje tri ladje je Ukrajina prepovedala in Rusija je napovedala njihovo nadomestitev s korvetami razreda Karakurt, dve od treh nedokonončanih ladij pa sta bili prodani Indiji. Pozneje je Rusija razvila lastne plinske turbine in ladjedelnica Jantar je leta 2021 predlagala dokončanje izdelave zadnje fregate za Rusko vojno mornarico, vendar se je država odločila za njeno prodajo v tujino.
Glavna oborožitev razreda je osem izstrelkov P-800 Oniks, 3M-54 Kalibr, 91-R1 Otvet ali 3M-22 Cirkon. Za zračno obrambo ima razred 24 izstrelkov srednjega dosega Štil-1. Značilna je močna protipodmorniška oborožitev, ki je bila primarna oborožitev izvirnega razreda Burevestnik (Projekt 1135), namenjenega protipodmorniškemu bojevanju. Razred ima dve dvojni 533 mm torpedni cevi, en raketomet protipodmorniških izstrelkov RBU-6000 in en protipodmorniški helikopter Ka-27.
Ena od treh ladij razreda je ves čas na rotaciji v 5. operativni eskadri Ruske vojne mornarice v Sredozemskem morju.

## Enote
V poševnem tisku so ocenjeni podatki.
| Ime                           | Ime po                         | Gredelj položen       | Splavljena            | Predana               | Flota                 | Stanje                |                       |
| Ruska vojna mornarica         | Ruska vojna mornarica          | Ruska vojna mornarica | Ruska vojna mornarica | Ruska vojna mornarica | Ruska vojna mornarica | Ruska vojna mornarica | Ruska vojna mornarica |
| ----------------------------- | ------------------------------ | --------------------- | --------------------- | --------------------- | --------------------- | --------------------- | --------------------- |
| Admiral Grigorovič            | Ivan Konstantinovič Grigorovič | 18. december 2010     | 14. marec 2014        | 11. marec 2016        | Črnomorska flota      | Aktivna               |                       |
| Admiral Essen                 | Nikolaj Ottovič Essen          | 8. julij 2011         | 7. november 2014      | 7. junij 2016         | Črnomorska flota      | Aktivna               |                       |
| Admiral Makarov               | Stepan Osipovič Makarov        | 29. februar 2012      | 2. september 2015     | 27. december 2017     | Črnomorska flota      | Aktivna               |                       |
| Admiral Kornilov              | Vladimir Aleksejevič Kornilov  | december 2013         | 16. november 2017     | [ 29 ]                |                       | Gradnja prekinjena    |                       |
| Indijska vojna mornarica      |                                |                       |                       |                       |                       |                       |                       |
| Tušip (prej Admiral Butakov)  |                                | 13. julij 2013        | 5. marec 2016         | 2024                  |                       | V gradnji             |                       |
| Tamala (prej Admiral Istomin) |                                | 15. november 2013     | 16. november 2017     | 2024                  |                       | V gradnji             |                       |